# Abu Madyan Shu'ayb
Abū Madyan (Midyan) Shuʿayb ibn al-Ḥusayn al-Andalusī (in arabo ﺍﺑﻮ ﻣﺪﻳﻦ ﺷﻌﻴﺐ ﺍﺑﻦ ﺍﻟﺤﺴﻴﻦ ﺍلاﻧﺪﻟﺴﻲ‎?; Cantillana, 1126 – Tlemcen, 1197) è stato un sufi musulmano andaluso.

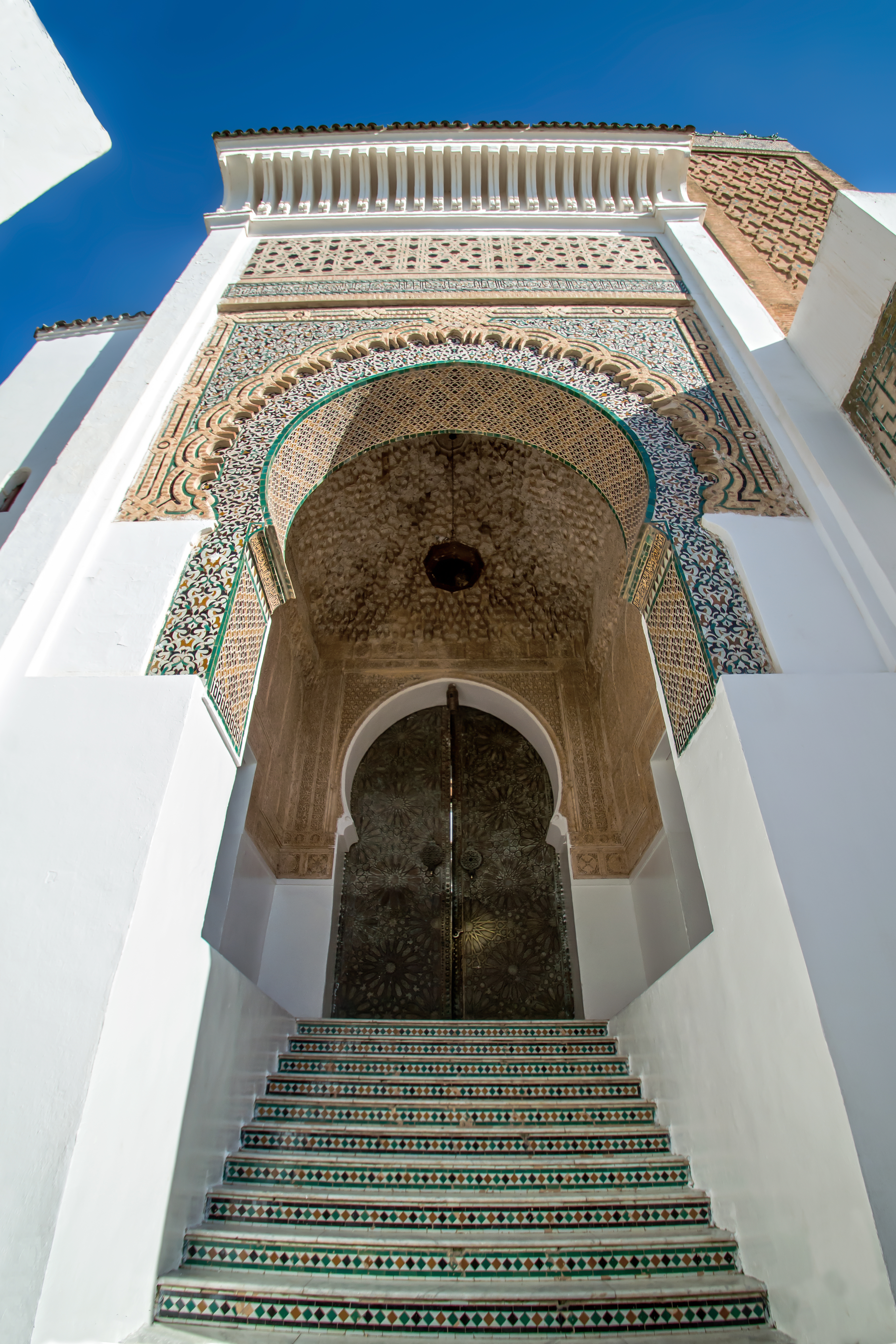
Moschea a lui dedicata

Studiò a Fez con varie personalità di spicco dell'epoca, fra cui Abū Yaʿazzā al-Hazmīrī e ʿAlī ibn Ḥirzihim per poi recarsi nel suo ṭalab al-ʿilm (che sarebbe più corretto definire ṭalab al-maʿrifa) a Mecca, dove avrebbe conosciuto il grande sufi ʿAbd al-Qādir al-Gīlānī, prima di tornare a Bijāya (Bougie).
La sua fama di grande asceta e Maestro comportò che venisse invitato alla sua corte di Marrakesh dal sultano almohade Abū Yūsuf Yaʿqūb, detto al-Manṣūr. Di lì a poco però Abū Madyan si ammalò e morì, per essere inumato, per sua esplicita volontà, nel villaggio di al-ʿUbbād, nelle immediate vicinanze di Tlemcen, città che gli elevò più tardi, in devoto segno di riconoscimento per i suoi insegnamenti spirituali, un'importante moschea, chiamata appunto "Sīdī Bū Midyan" ("Signor mio Abū Midyan", espressione francesizzata in Sidi Boumedienne), scegliendolo come suo patrono.

## Opere
Pochissimo di lui ci è giunto di scritto ma il suo retaggio spirituale, svoltosi secondo la miglior tradizione per via orale, lungo una catena iniziatica senza fratture, è quanto mai ricco, a dimostrazione della correttezza di quanti lo definirono fin dall'inizio "polo di riferimento" (quṭb) e "caro ad Allah" (wali).